# لنارت هلسینگ
لنارت هلسینگ (انگلیسی: Lennart Hellsing؛ ۵ ژوئن ۱۹۱۹ – ۲۵ نوامبر ۲۰۱۵) زبان‌شناس، شاعر، نویسنده، مترجم، و نویسنده کودکان اهل سوئد بود.
وی همچنین برندهٔ جوایزی همچون مدرک افتخاری شده‌است.